# 比尔森多明我会修道院
比尔森多明我会修道院及圣亚纳教堂（Bývalý klášter dominkánek sv. Rosalie u kostela sv. Anny a sv. Rosalie）是一组巴洛克式建筑，由比尔森建筑师雅库布·奥古斯顿（Jakub Auguston）设计，位于捷克比尔森市中心西南部。

## 历史
修道院于1712年奠基，1735年圣亚纳堂（Kostel svaté Anny）祝圣。1782年，修道院被约瑟夫二世关闭。原修道院建筑改办学校。已改为比尔森地区研究和科学图书馆。第一次世界大战后，教堂一度交给捷克斯洛伐克胡斯派教会使用，但由于天主教的抗议，它被归还给了天主教会。

## 现状
目前，圣亚纳堂由捷克东正教教会使用。 自1950年以来，原修道院建筑已改为比尔森地区研究和科学图书馆（Studijní a vědecká knihovna Plzeňského kraje）。